# Jean-Augustin Pénières
Pour les articles homonymes, voir Pénières.
Jean-Augustin Pénières-Delzors, né le 4 mai 1766 à Saint-Julien-aux-Bois, mort le 21 août 1821 à Saint Augustine en Floride, est un homme politique de la Révolution française.

## Biographie

### Jeunesse et début de carrière politique
Fils de Jean Pénières, avocat en parlement et juge, Jean-Augustin Pénières entame une carrière militaire et juridique. Il devient avocat et garde du corps du roi.
La France devenue une monarchie constitutionnelle en application de la constitution du 3 septembre 1791. Le même mois, Jean-Augustin Pénières est élu député suppléant de la Corrèze, le troisième et dernier à l'Assemblée nationale législative. Il n'est cependant pas appelé à siéger.

### Mandat à la Convention
La monarchie prend fin à l'issue de la journée du 10 août 1792 : les bataillons de fédérés bretons et marseillais et les insurgés des faubourgs de Paris prennent le palais des Tuileries. Louis XVI est suspendu et incarcéré avec sa famille à la tour du Temple.
En septembre 1792, Pénières est élu député de la Corrèze, le septième et dernier, à la Convention nationale. À l'ouverture de la session, lui et Jean-Lambert Tallien (député de Seine-et-Oise), en tant que benjamins de l'assemblée, sont désignés secrétaires sous la présidence du doyen d'âge Philippe Rühl (député du bas-Rhin).
Pénières prend part aux institutions de la Convention girondine et prend la parole sur les sujets de politique générale. Le 27 novembre 1792, il s'oppose au rattachement de la Savoie à la France : « Plus un peuple s'agrandit, plus chacun de ses membres perd de son droit politique ». Le 4 janvier 1793, en tant que membre du Comité des colonies, aux côtés de ses collègues Jean-Baptiste Boyer-Fonfrède (député de la Gironde) et Ignace Brunel (député de l'Hérault) est élu membre du Comité de défense générale. Le 15 février, il prononce un rapport sur les colonies françaises en Inde. Le 17 avril, il émet un projet constitutionnel.

Pénières siège sur les bancs de la Gironde. Lors du procès de Louis XVI, il vote la mort et rejette l'appel au peuple et le sursis à l'exécution de la peine, :  
Je prononce contre Louis la peine portée par le Code pénal contre les coupables de haute trahison [la mort] ; mais après l'exécution de ce jugement, je demande la suppression de la peine de mort. 
Le 1er avril 1793, il dénonce Georges Danton et Jean-François Delacroix en les accusant d'accointances avec le général Dumouriez. Le 13, il vote en faveur de la mise en accusation de Jean-Paul Marat. Le 20, il dénonce la pétition de trente-cinq sections parisiennes contre vingt-deux députés girondins. Le 9 mai, Marat le dénonce dans son journal comme « membre de la faction des hommes d’État ». Le 28, enfin, il vote en faveur du rétablissement de la Commission des Douze.
Pénières n'est pas compris dans le décret d'arrestation à la suite des journées du 31 mai et du 2 juin, ni dans le décret de mise hors-de-la-loi du 28 juillet, ni dans le décret d'arrestation des « 73 » protestataires le 3 octobre. Il cesse cependant de siéger à la Convention et se cache dans le quartier de Chaillot avec son collègue Jacques-Antoine Dulaure (député girondin du Puy-de-Dôme) visé par un décret d'accusation le 30 vendémiaire (21 octobre). Durant la nuit du 9 thermidor, membre de la section des Arcis, il combat la Commune insurrectionnelle et est menacé d'un coup de sabre par un émeutier.

Après la chute de Robespierre, Pénières reparaît à la tribune de la Convention. Dès brumaire an III (octobre 1794), il demande la réintégration des girondins incarcérés pour avoir protesté contre les journées du 31 mai et du 2 juin :   
Nos collègues, comme députés, comme citoyens, ont-ils eu le droit d'émettre leur opinion sur un évènement quelconque ? Certes, si tous ceux des représentants du peuple qui ont pensé comme eux eussent dû être jetés dans les fers, il en existerait peu parmi nous. 
Lors de l'insurrection du 12 germinal an III (1er avril 1795), Pénières est visé par un tir de pistolet de la part des émeutiers (son collègue Claude-Alexandre Yseabeau le croit mort mais il est indemne).

### Au Conseil des Cinq-Cents
Lors des élections législatives de 1795, Pénières est élu député par quatorze départements pour le Conseil des Cinq-Cents. Il opte pour la Corrèze. Comme lors de l'ouverture de la session de la Convention, il assure le secrétariat ainsi que Couchery, Duhot, Gamon, Guillemardet et Tallien, sous la présidence de Dusaulx, doyen d'âge du Conseil. Il est réélu aux élections de 1797 et appuie le coup d'État du 18 brumaire.

### Sous Napoléon: au Tribunat puis au Corps législatif
Pénières siège au Tribunat entre 1799 et 1802 puis au Corps législatif entre 1807 et 1811. Après son mandat, il se consacre à la gestion de l'abbaye de la Valette qu'il a acquis comme bien national et qu'il a reconverti, sans succès, en verrerie.

### Les Cent-Jours
Le 15 mai 1815, Pénières est réélu député du département de la Corrèze à la Chambre des représentants des Cent-Jours par 54 voix sur 77 votants. Le 22 juin, après le désastre de Waterloo, il demande que Napoléon II soit rendu à la France et que les trois couleurs soient mises sous la protection de l'armée.

### L'exil aux États-Unis
Pénières est frappé par la loi du 12 janvier 1816 en raison de son vote au procès de Louis XVI et de son adhésion à l'Acte additionnel. Il est contraint à l'exil mais, victime d'un accident (enseveli sous du foin tombé d'une grange), il obtient un sursis. Le 14 avril 1816, il embarque à Bordeaux sur le navire le Narriot à destination des États-Unis. Le navire ayant fait naufrage, il accoste sur les rives américaines à bord d'une chaloupe. Le gouvernement américain lui accorde un emploi en Floride. Il meurt en 1821, à l'âge de 55 ans, victime de la fièvre jaune.